# 3군 (호찌민시)
3군(베트남어: Quận 3)은 호치민시에 있는 구이다. 이 지역은 1920년 프랑스에 의해 설립되었으며, 1956년 베트남 사이공시의 일부가 되었다. 2010년 기준으로 인구는 188,945명이고, 전체 면적은 5km2이다.

## 지리
구엔 지 민회대로를 사이에 두고 도시의 중심 지역인 1군과 접하고 있으며, 개발이 진행되는 지역이다. 1군, 푸누언구, 10군, 딴빈군과 접하고 있다.

## 행정구역
3군에는 모두 14개의 프엉이 있다.
- 1 프엉
- 2 프엉
- 3 프엉
- 4 프엉
- 5 프엉
- 6 프엉
- 7 프엉
- 8 프엉
- 9 프엉
- 10 프엉
- 11 프엉
- 12 프엉
- 13 프엉
- 14 프엉

## 교통
- 베트남 철도 사이공역이 있다.

## 기관 및 시설
- 일본 총영사관, 독일 총영사관, 태국 총영사관, 중화인민공화국 총영사관 등 아시아 각국의 영사관이 많은 소재한다.
- 사콤 은행 본점

## 관광
- 전쟁 박물관